# Paul Goma
Paul Goma (Mana, 2 de octubre de 1935-París, 25 de marzo de 2020) fue un escritor rumano, conocido por sus actividades como disidente y principal opositor del régimen comunista antes de 1989. Obligado al exilio por las autoridades comunistas, se convirtió en refugiado político y residió en Francia como apátrida. Después de 2000, Goma expresó opiniones sobre la Segunda Guerra Mundial, el Holocausto en Rumania y los judíos, afirmaciones que dieron lugar a acusaciones generalizadas de antisemitismo.

## Biografía

### Primeros años
Goma nació en una familia rumana en la aldea de Mana, condado de Orhei, entonces parte del Reino de Rumania, ahora parte de Moldavia. 
En marzo de 1944, la familia Goma se refugió en Sibiu, Transilvania. En agosto de 1944, al encontrarse en peligro de "repatriación" involuntaria a la Unión Soviética, huyeron al pueblo de Buia, junto al río Târnava Mare. De octubre a diciembre de 1944, la familia se escondió en los bosques alrededor de Buia. El 13 de enero de 1945 fueron capturados por pastores rumanos y entregados a la Gendarmería de Sighişoara, donde fueron internados en el "Centrul de Repatriere" ("Centro de repatriación"). Allí, Eufimie Goma falsificó documentos para su familia; sin embargo, el hermano de María Goma, que no tenía papeles falsificados, fue "repatriado a Siberia". En junio de 1945, aprovechando los documentos falsificados, regresaron a Buia. Más tarde, Paul Goma describiría la saga de refugiados de su familia en las novelas Arta refugii ("El arte del refugio", un juego de palabras sobre las palabras rumanas para "refugio" y "tomar vuelo"), Soldatul câinelui ("Soldado del perro"), y Gardă inversă ("Guardia inversa").

### Disidencia
En 1954, fue admitido en la Facultad de Letras de la Universidad de Bucarest. En noviembre de 1956, formó parte del movimiento estudiantil de Bucarest de 1956: durante un seminario, leyó a otros estudiantes partes de una novela que había escrito sobre un estudiante que establece un movimiento similar a los de Hungría durante la Revolución de 1956. Goma fue arrestado bajo el cargo de intentar organizar una huelga en la Universidad de Bucarest y fue sentenciado a dos años de prisión. Cumplió su condena en las prisiones de Jilava y Gherla, y luego fue puesto bajo arresto domiciliario en Lăteşti (una antigua aldea de la comuna de Bordușani) hasta 1963.
Como ex-preso político, no se le permitió retomar sus estudios y tuvo que trabajar como obrero hasta 1965 cuando un decreto permitió a los ex presos estudiar en la Universidad. En septiembre de 1965, fue readmitido como estudiante de primer año en la Facultad de Letras de la Universidad de Bucarest.
A finales de agosto de 1968, Goma se convirtió en miembro del Partido Comunista Rumano, en un acto de solidaridad con la posición rumana durante la invasión de Checoslovaquia por el Pacto de Varsovia (Rumanía no participó, de hecho condenando la invasión). Varios meses después, Goma intentó publicar una novela, Ostinato (basada en sus experiencias con la policía secreta), pero los censores no lo permitieron después de que uno de ellos afirmó reconocer a un personaje como Elena Ceaușescu. Sin embargo, publicó la novela traducida en Alemania Occidental en 1971, como resultado de lo cual Paul Goma fue excluido del Partido Comunista. Durante el verano de 1972, se le permitió visitar Francia, donde escribió Gherla, una novela basada en sus experiencias en la prisión de Gherla. Este libro también se denegó la publicación en Rumania, pero se publicó en Francia en 1976.
En 1977, Goma escribió una carta pública expresando su solidaridad con la Carta 77, pero al encontrar pocos amigos dispuestos a firmarla, escribió otra carta, dirigida directamente a Ceaușescu, en la que le pedía que la firmara, ya que los dos de ellos (Goma y Ceaușescu) fueron los únicos rumanos que no temieron a la Securitate. A continuación, escribió otra carta (dirigida a los 35 países de la CSCE) en la que pidió el respeto de los derechos humanos en Rumania. En febrero de 1977, Ceaușescu pronunció un discurso en el que atacó a los "traidores del país", refiriéndose a las dos cartas que escribió Goma. Al día siguiente, un cordón policial se colocó frente a su edificio, no permitiendo que los no residentes, impidieran que la gente firmara la carta de Goma. Las autoridades intentaron convencer a Goma de que emigrara, pero él se negó. A medida que el cordón policial se relajó, varias personas más firmaron la carta y fueron arrestadas al salir del apartamento de Goma.
En marzo, escribió una carta de advertencia aún más dura a Ceaușescu, instándole a no romper el vínculo entre el pueblo y él, un vínculo que se creó después de que Ceaușescu condenó la invasión de Checoslovaquia y atacó a Securitate, a quienes Goma dijo que eran "traidores y enemigos de Rumania, que no producen nada e impiden que los que producen produzcan más". Mientras tanto, Goma se ganó el apoyo de dos intelectuales: el psiquiatra Ion Vianu y el crítico literario Ion Negoiţescu; en total, tenía 75 firmas. Llamado por Cornel Burtică, el secretario de Propaganda del Comité Central, el 12 de marzo, Goma recibió la promesa de que se le permitiría publicar nuevamente, pero él se negó porque dijo que no quería ser seguido por la Securitate. Una semana después, un exboxeador, Horst Stumpf, irrumpió en el piso de Goma y lo atacó; los ataques se repitieron los días siguientes. Mientras se atrincheraba con unos amigos en su apartamento, concedió una entrevista a la estación de televisión francesa Antenne 2.
Goma fue arrestado y excluido de la Unión de Escritores de Rumania. Tras su arresto, fue atacado en los medios rumanos: en un artículo de Săptămîna, Eugen Barbu lo llamó "una nulidad", en Luceafărul, Nicolae Dragoş dijo que estaba "despertando elementos reaccionarios" y en Contemporanul, Vasile Băran, sin mencionar a Goma, afirmó que "individuos que se llaman a sí mismos escritores y periodistas manchan con la más sucia de la suciedad nuestra noble profesión". Se lanzó un llamamiento internacional para su liberación, entre los firmantes se encontraban Eugène Ionesco, Jean-Paul Sartre, Arthur Miller y Edward Albee. Goma fue liberado el 6 de mayo de 1977, cuatro días antes del centenario de la independencia rumana, celebraciones que Ceaușescu no quería que se vieran ensombrecidas por el arresto de Goma.

### Exilio a Francia y muerte
El 3 de febrero de 1981, Goma y Nicolae Penescu (exministro del Interior) recibieron paquetes en su puesto. Penescu abrió su paquete para encontrar un libro y cuando levantó la tapa una explosión lo hirió. Goma, que había recibido dos amenazas de muerte desde su llegada a Francia, llamó a la policía. Ambos paquetes habían sido enviados por instrucciones de Carlos el Chacal.
En 1982, la Securitate planeaba asesinar a Goma. Matei Haiducu, el agente secreto enviado por la Securitate para llevar a cabo el plan, recurrió a la contrainteligencia francesa (DST). Con la ayuda del DST, Haiducu simuló un atentado contra la vida de Goma, envenenando su bebida en un restaurante; la bebida fue luego derramada por un agente francés, pretendiendo ser un "huésped torpe". 
Aunque las numerosas obras de Goma (tanto de ficción como de no ficción) se tradujeron en todo el mundo, sus libros, excepto el primero, se publicaron en Rumania solo después de la Revolución de 1989. Vivió en París como un refugiado político apátrida, su ciudadanía rumana fue revocada después de 1978 por el gobierno comunista. El 18 de marzo de 2020, Paul Goma fue hospitalizado en el Hospital de la Pitié-Salpêtrière de París después de infectarse con COVID-19 y murió el 25 de marzo de 2020. Tenía 84 años.

## Aportes literarios
El debut literario de Goma llegó en 1966 con un cuento publicado en la revista Luceafǎrul con el que colaboró, así como con Gazeta literarǎ, Viaţa românească y Ateneu. En 1968 publicó su primer volumen de cuentos, Camera de alături ("La habitación de al lado"). Después de Ostinato y su publicación en Alemania Occidental en 1971 vino Uşa ("Die Tür" o "The Door") en 1972, también en Alemania. Después de su emigración forzada en 1977 y hasta que sus libros pudieran volver a publicarse en Rumanía tras la revolución de 1989, todos sus libros aparecieron en Francia y en francés. (De hecho, su novela Gherla había sido publicada en 1976 por primera vez en francés por Gallimard de París antes de que abandonara Rumania). Siguieron novelas como Dans le cercle ("Dentro del círculo", 1977); Garde inverse ("Guardia inversa", 1979); Le Tremblement des Hommes ("El temblor de la gente", 1979); Chassée-croisé ("Intersección", 1983); Les Chiens de la mort ("Los perros de la muerte", 1981), que detalla sus experiencias carcelarias en Piteşti en la década de 1950; y Bonifacia (1986). El autobiográfico Le Calidor apareció en francés en 1987 y posteriormente se publicó en rumano como Din Calidor: O copilărie basarabeană ("En Calidor: Una infancia besaraba", 1989, 1990; traducido al inglés como My Childhood at the Gate of Unrest) en el emigrado rumano. revista Dialog, editado por Ion Solacolu.
En su totalidad, la obra literaria de Goma comprende una "exposición persuasiva y sombríamente fascinante de la inhumanidad totalitaria" de la cual, en su propio caso, incluso el exilio extranjero no era garantía de un refugio seguro. En novelas posteriores como Bonifacia y My Childhood at the Gate of Unrest, el elemento biográfico domina mientras se centra en su infancia y adolescencia en Besarabia. Varios conjuntos de diarios, todos publicados en Rumania en 1997 y 1998, arrojan luz sobre la vida y la carrera posteriores de Goma: Alte Jurnale ("Otros diarios"), que cubre su estancia en los Estados Unidos en el otoño de 1978, pero se concentra principalmente en 1994-1996; Jurnal I: Jurnal pe sărite ("Diario I: Por saltos y saltos", 1997); Jurnal II: Jurnal de căldură mare ("Diario II: Diario del gran calor", 1997), que abarca junio y julio de 1989; Jurnal III: Jurnal de noapte lungă ("Diario de la larga noche", 1997), que abarca de septiembre a diciembre de 1993; y Jurnalul unui jurnal 1997 ("The Journal of a Journal, 1997"), centrándose únicamente en ese año.